# Adolf Peichl
Adolf Peichl (Vienna, 8 dicembre 1917 – Vienna, 4 giugno 1969) è stato un militare austriaco delle Waffen-SS, durante la seconda guerra mondiale.

## Biografia
Adolf Peichl nacque a Vienna l'8 dicembre 1917. Nel 1938 si unì alle SS e assegnato al SS-Panzer-Grenadier-Regiment 3 "Der Führer", della 2. SS-Panzer-Division "Das Reich" con il quale partecipò alla campagna di Polonia ed alla campagna di Francia. Nel 1941, durante l'operazione Barbarossa ottenne entrambi i gradi della Croce di Ferro. Per le sue azioni sul fronte orientale, nel settembre 1943 gli fu conferita la Croce tedesca in oro e un mese dopo ricevette anche un distintivo per combattimenti ravvicinati in oro, per 59 giorni confermati di combattimento corpo a corpo. Dopo l'inizio dell'invasione alleata della Normandia, nel giugno 1944, venne spostato sul fronte occidentale con la sua divisione, in qualità di capo plotone; si distinse nuovamente nelle battaglie contro le truppe alleate e fu insignito con la Croce di Cavaliere della croce di ferro il 16 ottobre 1944. Sebbene non si sia mai diplomato alla Scuola per ufficiali delle SS (SS-Junkerschule), fu promosso al grado di SS-Untersturmführer der Reserve (tenente di riserva) il 9 novembre 1944 per eccezionale eroismo in azione. Fino alla fine della guerra fu coinvolto pesanti combattimenti e riuscì a distruggere altri 5 carri armati.